# Лави, Ализа
Ализа Лави (ивр. עליזה לביא‎; род. 23 сентября 1964 года, Кфар-Саба, Израиль) — израильский педагог и политик, депутат кнессета 19-го и 20-го созыва.

## Биография
Ализа Лави родилась 23 сентября 1964 года в Кфар-Сабе, Израиль. Проходила службу в Армии обороны Израиля, вышла в отставку в звании старшего лейтенанта.
Затем она поступила в Бар-Иланский университет, где получила первую академическую степень по географии, а затем вторую степень по экономике. Защитила докторскую диссертацию по политологии. Училась в постдокторате Рутгерского университета (Нью-Джерси).
Работала научным сотрудником Брандейского университета, затем перешла в Университет Бар-Илан на работу лектора факультета политологии.
С 1990 по 2008 год работала телеведущей на первом и десятом каналах израильского телевидения. Ализа и её муж Цуриэль были эмиссарами Бней Акива в Дурбане (ЮАР).
Вступила в партию Йеш Атид, перед выборами в кнессет 19-го созыва получила седьмое место в предвыборном списке партии. Так как  «Йеш Атид» получила 19 мандатов, Лави вошла в состав парламента, заняв пост председателя комиссии по поддержке статуса женщины, а также получила место в комиссии кнессета и финансовой комиссии.
В июне 2013 года Лави провела законопроект о представительстве женщин в комиссии по выбору судей в религиозные суды. Состав комиссии был расширен до 11 человек, при этом в комиссии должно быть не менее четырех женщин. Религиозные партии выступали резко против этого закона, депутат Ури Маклев назвал происходящее «разрушением иудаизма».
Лави написала несколько книг:
- «Женская молитва»
- «Женский обряд»
- «Еврейский рюкзак»

За свою литературную деятельность Лави в 2008 году была удостоена National Jewish Book Award.
Ализа Лави замужем за адвокатом Цуриэлем Лави. У неё четверо детей и одна внучка (2013), проживает в Нетании. Владеет ивритом и английским языком.